# Saoedi-Arabië op de Olympische Zomerspelen 2000
Saoedi-Arabië nam deel aan de Olympische Zomerspelen 2000 in Sydney, Australië. 

## Medailleoverzicht
| Sport        | Olympiër                | Onderdeel                  | Medaille |
| ------------ | ----------------------- | -------------------------- | -------- |
| Atletiek     | Hadi Soua'an Al-Somaily | 400m horden (m)            | Zilver   |
| Paardensport | Khaled Al-Eid           | springconcours individueel | Brons    |

## Deelnemers en resultaten

### Atletiek
| Olympiër                                                                      | Discipline             | Resultaat | Prestatie                                                                             |
| ----------------------------------------------------------------------------- | ---------------------- | --------- | ------------------------------------------------------------------------------------- |
| Jamal Al-Saffar                                                               | 100m (m)               | 55e       | serie 1: 6de in 10,54                                                                 |
| Salem Mubarak Al-Yami                                                         | 200m (m)               | 47e       | serie 8: 7de in 21,18                                                                 |
| Hamdan Al-Bishi                                                               | 400m (m)               | 14e       | serie 8: 1ste in 45,22 (NR) kwartfinale 2: 3de in 45,35 halve finale 1: 8ste in 45,98 |
| Ata Mubarak                                                                   | 110m horden (m)        | DSQ       | serie 2: gediskwalificeerd                                                            |
| Hadi Soua'an Al-Somaily                                                       | 400m horden (m)        | 14e       | serie 6: 1ste in 49,28 halve finale 1: 1ste in 48,15 (AR) finale: 2de in 47,53 (AR)   |
| Jamal Al-Saffar Mohamed Al-Yami Ata Mubarak Salem Mubarak Al-Yami             | 4x100m (m)             | 30e       | serie 3: 7de in 39,94                                                                 |
| Hamed Al-Bishi Hamdan Al-Bishi Mohamed Hamed Al-Bishi Hadi Soua'an Al-Somaily | 4x400m (m)             | 28e       | serie 3: 6de in 3.09,57                                                               |
| Hussain Taher Al-Sabee                                                        | verspringen (m)        | 28e       | kwalificatie groep B: 11de met 7,94m                                                  |
| Salem Al-Ahmadi                                                               | hink-stap-springen (m) | 32e       | kwalificatie groep B: 20ste met 15,99m                                                |
| Ali Saleh Al-Jadani                                                           | speerwerpen (m)        | 34e       | kwalificatie groep A: 17de met 68,70m                                                 |

### Paardensport
| Olympiër        | Discipline      | Resultaat      | Prestatie |
| Springconcours  | Springconcours  | Springconcours | Springconcours |
| --------------- | --------------- | -------------- | --- |
| Ramzy Al-Duhami | individueel (m) | DNF            | kwalificatie: niet gefinisht 1ste ronde: niet gefinisht |
| Khaled Al-Eid   | individueel (m) | Brons          | kwalificatie: 3de 1ste ronde: 6de met 4,50 strafpunten 2de ronde: 12de met 4,00 strafpunten 3de ronde: 1ste met 0,00 strafpunten totaal: 8,50 strafpunten finale: 3de 1ste ronde: 1ste met 0,00 strafpunten 2de ronde: 5de met 4,00 strafpunten totaal: 4,00 strafpunten |
| Fahad Al-Geaid  | individueel (m) | DNF            | kwalificatie: niet gefinisht 1ste ronde: 72ste met 59,75 strafpunten |
| Kamal Bahamdan  | individueel (m) | 65e            | kwalificatie: 65ste 1ste ronde: 70ste met 31,50 strafpunten 2de ronde: 71ste met 29,25 strafpunten 3de ronde: 55ste met 17,50 strafpunten totaal: 78,25 strafpunten |

### Schietsport
| Olympiër         | Discipline | Resultaat | Prestatie                                           |
| ---------------- | ---------- | --------- | --------------------------------------------------- |
| Sayed Al-Mutairi | skeet (m)  | 23e       | kwalificatie: 23ste met 119 punten (23-25-25-24-22) |

### Taekwondo
| Olympiër         | Discipline | Resultaat | Prestatie |
| ---------------- | ---------- | --------- | --- |
| Khaled Al-Dosari | +80kg (m)  | 4e        | voorronde: V van KOR Kim: 0-5 herkansingen: W van NCA Delgado: 3-1 herkansingen 2: W van COL Castro: 3-2 bronzen finale: V van FRA Gentil: knock-out |

### Zwemmen
| Olympiër         | Discipline          | Resultaat | Prestatie               |
| ---------------- | ------------------- | --------- | ----------------------- |
| Ahmed Al-Kudmani | 100m schoolslag (m) | 56e       | serie 2: 4de in 1.06,07 |

Albanië · Algerije · Amerikaanse Maagdeneilanden · Amerikaans-Samoa · Andorra · Angola · Antigua en Barbuda · Argentinië · Armenië · Aruba · Australië · Azerbeidzjan · Bahama's · Bahrein · Bangladesh · Barbados · België · Belize · Benin · Bermuda · Bhutan · Bolivia · Bosnië en Herzegovina · Botswana · Brazilië · Britse Maagdeneilanden · Brunei · Bulgarije · Burkina Faso · Burundi · Cambodja · Canada · Centraal-Afrikaanse Republiek · Chili · China · Chinees Taipei · Colombia · Comoren · Congo-Brazzaville · Congo-Kinshasa · Cookeilanden · Costa Rica · Cuba · Cyprus · Denemarken · Djibouti · Dominica · Dominicaanse Republiek · Duitsland · Ecuador · Egypte · El Salvador · Equatoriaal-Guinea · Eritrea · Estland · Ethiopië · Fiji · Filipijnen · Finland · Frankrijk · Gabon · Gambia · Georgië · Ghana · Grenada · Griekenland · Groot-Brittannië · Guam · Guatemala · Guinee · Guinee‑Bissau · Guyana · Haïti · Honduras · Hongarije · Hongkong · Ierland · IJsland · India · Indonesië · Irak · Iran · Israël · Italië · Ivoorkust · Jamaica · Japan · Jemen · Joegoslavië · Jordanië · Kaaimaneilanden · Kaapverdië · Kameroen · Kazachstan · Kenia · Kirgizië · Koeweit · Kroatië · Laos · Lesotho · Letland · Libanon · Liberia · Libië · Liechtenstein · Litouwen · Luxemburg · Macedonië · Madagaskar · Malawi · Malediven · Maleisië · Mali · Malta · Marokko · Mauritanië · Mauritius · Mexico · Micronesië · Moldavië · Monaco · Mongolië · Mozambique · Myanmar · Namibië · Nauru · Nederland · Nederlandse Antillen · Nepal · Nicaragua · Nieuw-Zeeland · Niger · Nigeria · Noord-Korea · Noorwegen · Oeganda · Oekraïne · Oezbekistan · Oman · Oostenrijk · Pakistan · Palau · Palestina · Panama · Papoea-Nieuw-Guinea · Paraguay · Peru · Polen · Portugal · Puerto Rico · Qatar · Roemenië · Rusland · Rwanda · Saint Kitts en Nevis · Saint Lucia · Saint Vincent en Grenadines · Salomonseilanden · Samoa · San Marino ·  Sao Tomé en Principe · Saoedi-Arabië · Senegal · Seychellen · Sierra Leone · Singapore · Slovenië · Slowakije · Soedan · Somalië · Spanje · Sri Lanka · Suriname · Swaziland · Syrië · Tadzjikistan · Tanzania · Thailand · Togo · Tonga · Trinidad en Tobago · Tsjaad · Tsjechië · Tunesië · Turkije · Turkmenistan · Uruguay · Vanuatu · Venezuela · Verenigde Arabische Emiraten · Verenigde Staten · Vietnam · Wit-Rusland · Zambia · Zimbabwe · Zuid-Afrika · Zuid-Korea · Zweden · Zwitserland · Individuele olympische atleten